# アドバンスト・ビジネス・ダイレクションズ
アドバンスト・ビジネス・ダイレクションズ株式会社（略称：ABD）は、東京都千代田区に本社を置く財務・戦略・会計分野を専門とするコンサルティングファームである。

## 概要
旧アーサー・アンダーセン（現 PwCアドバイザリー）の財務戦略グループのメンバーがスピンアウトして出来たファームであり、事業戦略策定やM&A実行支援、バリュエーション（企業価値評価）を主力業務として、大手総合商社から中小企業まで幅広い顧客を対象にコンサルティングを行う。近年では、従来の業務に加えて地方中小企業の事業再生支援やスポンサー型M&A等のリストラクチャリング案件も数多く手掛けている。

## 主なサービス
1. 経営計画策定支援
2. 事業再生支援
3. M&A支援
4. バリュエーション（企業価値評価）
5. マネジメントインフラ構築支援
6. オペレーション改善支援